# 安卡斯塔
安卡斯塔（英語：Ancasta）。凯尔特神话女性神祇之一。其事迹反映于英国出土相关之文物铭文中。现藏英国南安普敦博物馆，具有重大地宗教影响与历史意义。